# إليوت روزفلت

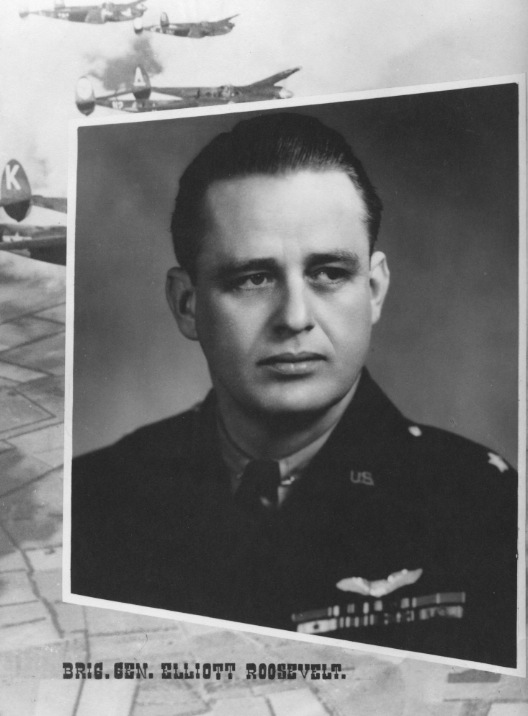

إليوت روزفلت (بالإنجليزية: Elliott Roosevelt) (و. 1910 – 1990 م) هو سياسي من الولايات المتحدة الأمريكية .
بصفته قائدًا للاستطلاع، كان روزفلت رائدًا في التقنيات الجديدة في التصوير الليلي وجمع بيانات الأرصاد الجوية، لكن ادعاءاته بسجله المتميز في المهام القتالية تم تجاهلها إلى حد كبير.
بعد انتهاء الحرب، واجه تحقيقًا من قبل كونغرس الولايات المتحدة بتهم الفساد، بما في ذلك اتهامات بأنه أوصى بشراء طائرة الاستطلاع التجريبية هيوز إكس إف-11 قبل طراز لوكهيد الذي كان يعتقد أنه متفوق. في نهاية المطاف، تمت تبرئته من التهم الموجهة ضده.
نشر روزفلت كتابًا عن حضوره في العديد من مؤتمرات حروب الحلفاء الكبرى وعرضًا مثيرًا للجدل لحياة والديه الخاصة. كما كتب 22 رواية غامضة. وشملت حياته المهنية أيضًا البث وتربية الماشية والسياسة والأعمال. شغل منصب عمدة ميامي بيتش الرابع والعشرين في فلوريدا من عام 1965 إلى عام 1967.